# Joanna Rossa
Joanna Rossa (ur. 17 września 1977 w Łodzi) – polska aktorka.
W latach 1996–2000 słuchaczka Państwowego Policealnego Studium Wokalno-Aktorskiego im. Danuty Baduszkowej przy Teatrze Muzycznym w Gdyni i absolwentka tej szkoły. Od 2000 roku występuje w Teatrze im. Juliusza Osterwy w Gorzowie Wielkopolskim. Gościnnie występuje także m.in. w Lubuskim Teatrze im. Leona Kruczkowskiego w Zielonej Górze.

## Filmografia
- 2006–2007: Pogoda na piątek obsada aktorska (seria II),
- 2006: Bezmiar sprawiedliwości (Stenia, była kochanka Kutra),
- 2006: Bezmiar sprawiedliwości (Stenia, była kochanka Kutra, odc. 1 i 3),
- 2006: Tempelhof. Brama do wolności w WIELKIE UCIECZKI obsada aktorska (Halina Szejna),
- 2004: Rozdarcie czyli Gombro w Berlinie Kostiumy, obsada aktorska,
- 2004: Świat według Kiepskich, odc. 179. Majty polskie (kobieta; w napisach nazwisko: Rosa),
- 2009–2010: Pierwsza miłość jako Klara Stasiak
- 2003–2004: Fala zbrodni jako Olga, prostytutka, rzekomo zabita przez "Budrysa" (odc. 7 i 8)
- 2000: Lokatorzy, odc. 8. Bohaterowie są wśród nas

### Role teatralne
- Przed premierą czyli z życia…
  - Zaniewska X., Chwedczuk M.
  - reżyseria: Adam Hanuszkiewicz
  - teatr: Teatr Muzyczny im. Baduszkowej – Gdynia
  - data premiery: 1998-03-29
- Śpiewać, śpiewać, śpiewać…
  - Program składany
  - reżyseria: Grzegorz Chrapkiewicz
  - teatr: Teatr Muzyczny im. Baduszkowej – Gdynia
  - data premiery: 1999-05-13
- Jesus Christ Superstar
  - Andrew Lloyd Webber, Tom Rice
  - reżyseria: Maciej Korwin
  - teatr: Teatr Muzyczny im. Baduszkowej – Gdynia
  - data premiery: 1999-06-04
- Szachy
  - Andersson B., Ulvaeus B., Rice T.
  - reżyseria: Maciej Korwin
  - teatr: Teatr Muzyczny im. Baduszkowej – Gdynia
  - data premiery: 2000-01-08
- Mały tygrys Pietrek
  - Hanna Januszewska
  - reżyseria: Cezary Żołyński
  - teatr: Teatr im. Osterwy – Gorzów Wielkopolski
  - data premiery: 2000-06-04
- Iwona księżniczka Burgunda
  - Witold Gombrowicz
  - postać: Dwórka
  - reżyseria: Ryszard Major
  - teatr: Teatr im. Osterwy – Gorzów Wielkopolski
  - data premiery: 2000-10-14
- Inspektor Psina
  - Pierre Gripari
  - postać: Muzyk
  - reżyseria: Teresa Lisowska-Gałła
  - teatr: Teatr im. Osterwy – Gorzów Wielkopolski
  - data premiery: 2001-02-03
- Kasia z Heilbronnu
  - Heinrich von Kleist
  - postać: Kasia z Heilbronnu
  - reżyseria: Ryszard Major
  - teatr: Teatr im. Osterwy – Gorzów Wielkopolski
  - data premiery: 2001-03-25
- Leonard
  - Artur Nełkowski
  - reżyseria: Artur Nełkowski
  - teatr: Teatr im. Osterwy – Gorzów Wielkopolski
  - data premiery: 2001-06-23
- Sytuacje rodzinne
  - Biljana Srbljanović
  - postać: Milena
  - reżyseria: Wiesław Górski
  - teatr: Teatr im. Osterwy – Gorzów Wielkopolski
  - data premiery: 2001-09-15
- Odejście głodomora
  - Tadeusz Różewiczbr>
  - reżyseria: Ryszard Major
  - teatr: Teatr im. Osterwy – Gorzów Wielkopolski
  - data premiery: 2001-10-14
- Makbet
  - William Shakespeare
  - postać: Donalbain; Wiedźma
  - reżyseria: Wiesław Górski
  - teatr: Teatr im. Osterwy – Gorzów Wielkopolski
  - data premiery: 2002-03-24
- Baśń o zaklętych braciach
  - Jewgienij Szwarc
  - reżyseria: Cezary Żołyński
  - teatr: Teatr im. Osterwy – Gorzów Wielkopolski
  - data premiery: 2002-06-02
- Dekameron
  - Giovanni Boccaccio
  - postać: Mniszka; Nicolosa
  - reżyseria: Ryszard Major
  - teatr: Teatr im. Osterwy – Gorzów Wielkopolski
  - data premiery: 2002-10-20
- Wolność
  - Andrzej Bartnikowski
  - postać: Miranda
  - reżyseria: Justyna Celeda
  - teatr: Teatr im. Osterwy – Gorzów Wielkopolski
  - data premiery: 2004-03-27
- Powtórka z Czerwonego Kapturka
  - Andrzej Stalony-Dobrzański
  - postać: Czerwony Kapturek
  - reżyseria: Violetta Suska
  - teatr: Teatr im. Osterwy – Gorzów Wielkopolski
  - data premiery: 2004-06-01
- Król Edyp
  - Sofokles
  - postać: Chór
  - reżyseria: Waldemar Matuszewski
  - teatr: Teatr im. Osterwy – Gorzów Wielkopolski
  - data premiery: 2004-09-25
- Księżniczka o zielonych…
  - Cezary Żołyński
  - postać: Ochmistrzyni; Marionetka
  - reżyseria: Cezary Żołyński
  - teatr: Teatr im. Osterwy – Gorzów Wielkopolski
  - data premiery: 2005-01-23
- Czego nie widać
  - Michael Frayn
  - postać: Brooke Ashton – Vicky
  - reżyseria: Jan Tomaszewicz
  - teatr: Teatr im. Osterwy – Gorzów Wielkopolski
  - data premiery: 2005-03-05
- O dwóch takich, co ukradli…
  - Kornel Makuszyński
  - reżyseria: Cezary Domagała
  - teatr: Teatr im. Osterwy – Gorzów Wielkopolski
  - data premiery: 2005-06-01
- Roberto Zucco
  - Bernard-Marie Koltes
  - postać: Spanikowana Kurwa
  - reżyseria: Waldemar Matuszewski
  - teatr: Teatr im. Osterwy – Gorzów Wielkopolski
  - data premiery: 2005-09-24
- Wyzwolenie
  - Stanisław Wyspiański
  - postać: Harfiarka, Anioł, Maska, Aktorka
  - reżyseria: Andrzej Rozhin
  - teatr: Teatr im. Osterwy – Gorzów Wielkopolski
  - data premiery: 2006-02-25
- Nocleg w Apeninach
  - Aleksander Fredro
  - postać: Rozyna
  - reżyseria: Jan Skotnicki
  - teatr: Teatr im. Osterwy – Gorzów Wielkopolski
  - data premiery: 2006-07-01
- Trzy siostry, dwie książki, miłość jedyna (na motywach “Trzech sióstr” Antoniego Czechowa i Alchemika Paulo Coelho)
  - postać: Natasza (Fatima)
  - reżyseria: Peter Kocan
  - teatr: Teatr im. Osterwy – Gorzów Wielkopolski
  - data premiery: 2006-10-07
- Bez seksu proszę
  - Anthony Marriott i Alistair Foot
  - postać: Jan Tomaszewicz
  - reżyseria:
  - teatr: Teatr im. Osterwy – Gorzów Wielkopolski
  - data premiery: 2007-03-24